# Osservatorio reale di Edimburgo
L'osservatorio reale di Edimburgo (ROE) è un ente astronomico situato a Edimburgo, Scozia, gestito dal Science and Technology Facilities Council (STFC). Il ROE comprende l'UK Astronomy Technology Centre (UK  ATC) del STFC, il dipartimento di fisica ed astronomia dell'università di Edimburgo ed il centro visitatori del ROE.
L'osservatorio svolge attività di ricerca astronomica e insegnamento universitario; progettazione, coordinamento e costruzione di strumenti e telescopi per osservatori astronomici; contribuisce alla formazione degli insegnanti di astronomia e divulgazione al pubblico. La Biblioteca ROE comprende la Collezione Crawford di libri e manoscritti donate nel 1888 da James Ludovic Lindsay, conte di Crawford. Fondato nel 1896, prima di essere trasferito alla sede attuale l'osservatorio reale era situato sulla Calton Hill, vicino al centro di Edimburgo.

## Telescopi
L'edificio originale del 1894 comprende due cupole di rame cilindriche sulla parte superiore delle Torri Est e Ovest, ristrutturate nel 2010. La cupola ad est ospita ancora un telescopio riflettore di tipo Cassegrain da 36 pollici (0,9 m), installato nel 1930. Quest'area è visitabile dal pubblico ma non è più operativa. Nel 1951, nella cupola ad ovest è stato installato un telescopio Schmidt da 16/24 pollici (0,4—0,6 m). Nel 2010 lo strumento è stato rimosso è trasferito al museo nazionale di Scozia . L'unico telescopio attualmente operativo è un riflettore da 20 pollici (0,5 m) installato in una cupola semisferica sopra dei laboratori didattici. Questo telescopio è utilizzato per l'insegnamento universitario.

### Collezione Crawford
La Collezione Crawford ha prime edizioni dei libri più rilevanti di storia dell'astronomia. Include molte opere di illustri personaggi quali Brahe, Copernico, Galilei, Keplero e Newton. Lindsay raccolse la maggior parte di questi libri tra il 1870 ed il 1880. La collezione è stata integrata da oltre 2500 articoli della biblioteca di Charles Babbage dopo la sua morte avvenuta nel 1871.